# سیارک ۱۸۳۲۹۴
سیارک ۱۸۳۲۹۴ (به انگلیسی: 183294 Langbroek، نامگذاری:2002TB382) صد و هشتاد و سه هزار و دویست و نود و چهارمین سیارک کشف شده‌است که در ۹ اکتبر ۲۰۰۲ کشف شد.